# Jue Song
Pour les articles homonymes, voir Song (homonymie).

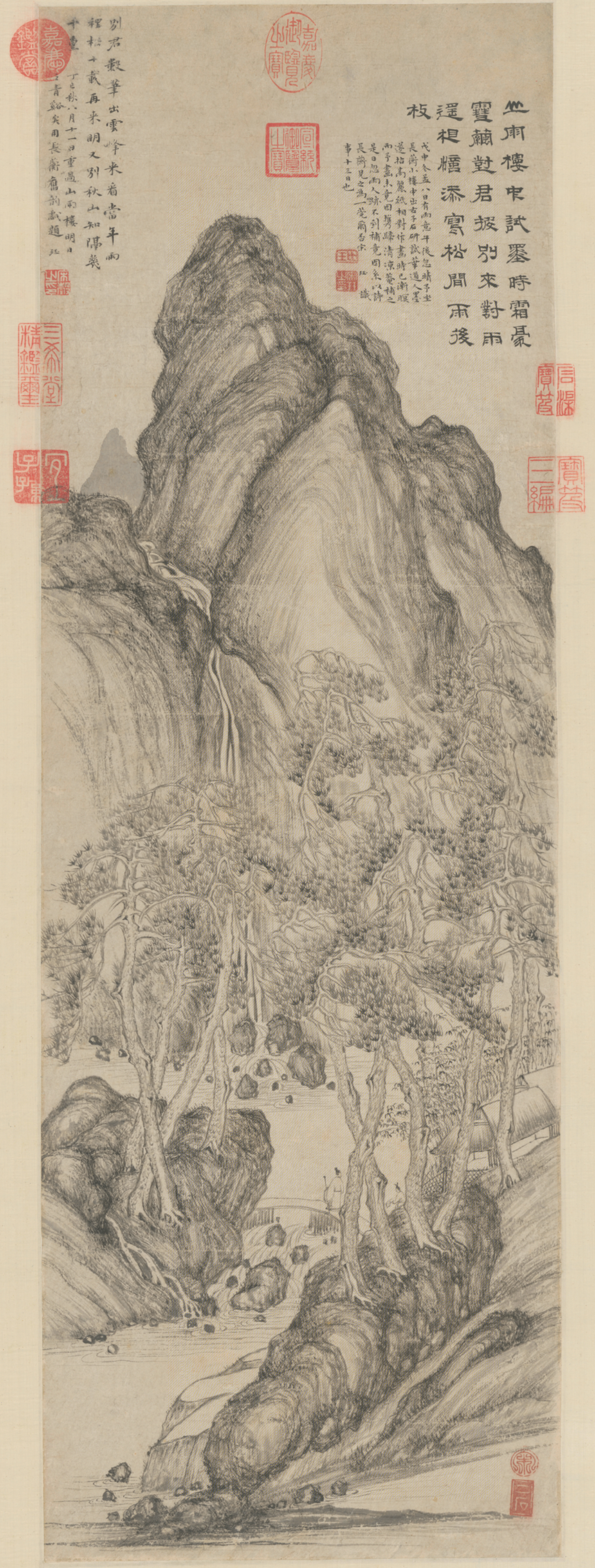

Song Jue ou Song Kiue ou Sung Chüeh ou Song Gu ou Song Ku ou Sung Ku, surnom: Biyu, nom de pinceau: Lizhixian est un peintre chinois des XVIe – XVIIe siècles, né en 1576, originaire de Putian (ville de la province du Fujian en Chine), mort en 1632. Il est principalement actif à Nankin.

## Biographie
Jue Song est un peintre, calligraphe et poète. Il peint des paysages dans le style de Mi Fu et des maîtres Yuan.
Le Musée du Palais de Pékin conserve de lui un paysage Montagne descendant vers une rivière, à l'encre sur papier, accompagné d'une inscription de Chen Jiayen, et le National Palace Museum de Taipei, conserve lui, un Paysage, avec un poème et un colophon du peintre daté 1608.